# Цејков
Цејков (слч. Cejkov) насељено је мјесто са административним статусом сеоске општине (слч. obec) у округу Требишов, у Кошичком крају, Словачка Република.

## Становништво
| Година:    | 1994. | 2004.   | 2014.   | 2024.   |
| ---------- | ----- | ------- | ------- | ------- |
| Број људи: | 1217  | 1206    | 1157    | 1127    |
| Разлика:   |       | -0,90 % | -4,06 % | -2,59 % |

| Година:    | 2023. | 2024.   |
| ---------- | ----- | ------- |
| Број људи: | 1138  | 1127    |
| Разлика:   |       | -0,96 % |

Према подацима о броју становника из 2011. године насеље је имало 1.183 становника.